# Valentinas Mazuronis
Valentinas Mazuronis (ur. 18 listopada 1953 w Malatach) – litewski polityk i architekt, były lider partii Porządek i Sprawiedliwość oraz Partii Pracy, od 2012 do 2014 minister środowiska, deputowany do Parlamentu Europejskiego VIII kadencji.

## Życiorys
W latach 1971–1976 studiował architekturę w Wileńskiej Akademii Sztuk. Następnie od 1976 do 1977 odbywał służbę wojskową.
Przez rok pracował w fabryce telewizorów w Szawlach. W 1979 rozpoczął pracę w szawelskim oddziale Instytucie Projektowym Gospodarki Komunalnej. W późniejszych latach pełnił funkcje m.in. kierownika projektu i naczelnego architekta. W 1991 założył własną firmę architektoniczną. W latach 1991–2002 wchodził w skład Rady Miejskiej Szawli. Od 1993 do 2001 był przewodniczącym Litewskiego Związku Liberałów w rejonie szawelskim.
W 2002 przystąpił do utworzonej przez Rolandasa Paksasa Partii Liberalno-Demokratycznej (od 2006 działającej pod nazwą Porządek i Sprawiedliwość) i został jej wiceprzewodniczącym. W okresie prezydentury Paksasa, w latach 2003–2004, pełnił funkcję przewodniczącego partii. Po tym okresie powrócił na stanowisko wicelidera.
W 2004 uzyskał mandat poselski, został przewodniczącym klubu parlamentarnego Porządku i Sprawiedliwości. W wyborach parlamentarnych w 2008 ponownie został posłem (z listy partyjnej). W 2012 również z powodzeniem ubiegał się o reelekcję. W 2009 kandydował w wyborach prezydenckich, w pierwszej turze otrzymał 6,1% głosów, zajmując 3. miejsce.
13 grudnia 2012 rozpoczął urzędowanie jako minister środowiska w rządzie Algirdasa Butkevičiusa.
W wyborach w 2014 z ramienia Porządku i Sprawiedliwości uzyskał mandat eurodeputowanego VIII kadencji. W konsekwencji odszedł z Sejmu RL i stanowiska w rządzie. W 2015 opuścił Porządek i Sprawiedliwość, po czym dołączył do Partii Pracy, a w maju tegoż roku został jej przewodniczącym. Ustąpił z tej funkcji w październiku 2016, gdy Partia Pracy nie przekroczyła progu wyborczego do Sejmu.
W 2019 ponownie ubiegał się o litewską prezydenturę; w pierwszej turze dostał 0,7% głosów, zajmując 9., ostatnie miejsce.

## Życie prywatne
Żonaty, ma dwóch synów (w tym polityka Andriusa Mazuronisa). Należy do Litewskiego Związku Architektów.

## Odznaczenia
- Medal Rady Bałtyckiej – 2005[9]